# Astragalus ruscifolius
Astragalus ruscifolius är en ärtväxtart som beskrevs av Pierre Edmond Boissier. Astragalus ruscifolius ingår i släktet vedlar, och familjen ärtväxter. Inga underarter finns listade i Catalogue of Life.